# Style Louis XIII

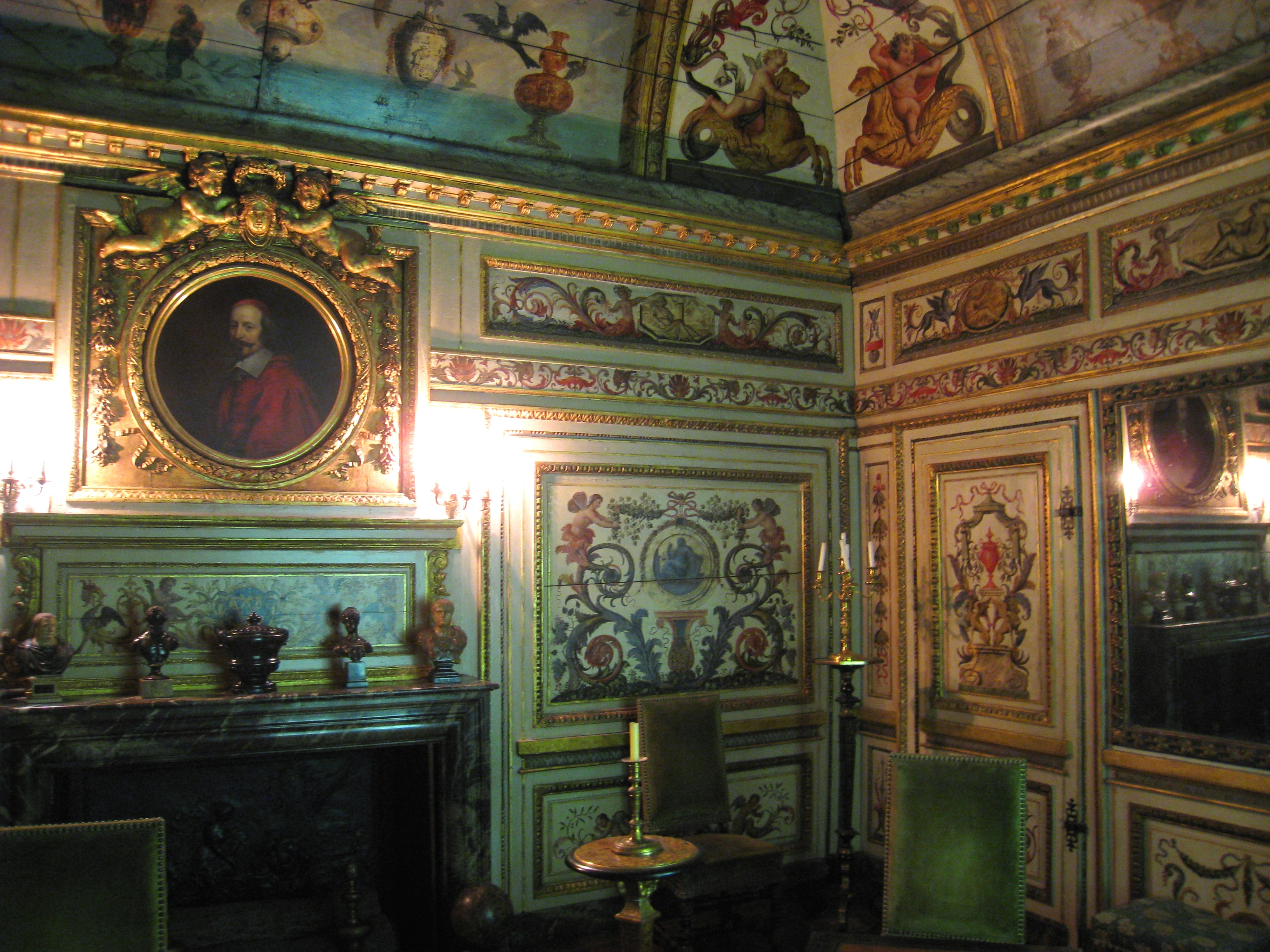
Cabinet de l'hôtel Colbert de Villacerf de la place des Vosges, vers 1650 (Musée Carnavalet).

Le style Louis XIII est un style spécifiquement français de décoration, d'ameublement et d'architecture, couvrant la période de 1610 à 1661.
Caractéristique d'une période de transition entre le style Renaissance et le style baroque dont il assimile progressivement les influences italienne, espagnole et flamande, il a inspiré à la fin du XIXe siècle et au début du XXe siècle, le style néo-Louis XIII.

## Styles précédents ou préexistants
- Renaissance française
  - Première renaissance Française : de Louis XII à François Ier
  - Deuxième renaissance française : Henri II

## Principales caractéristiques

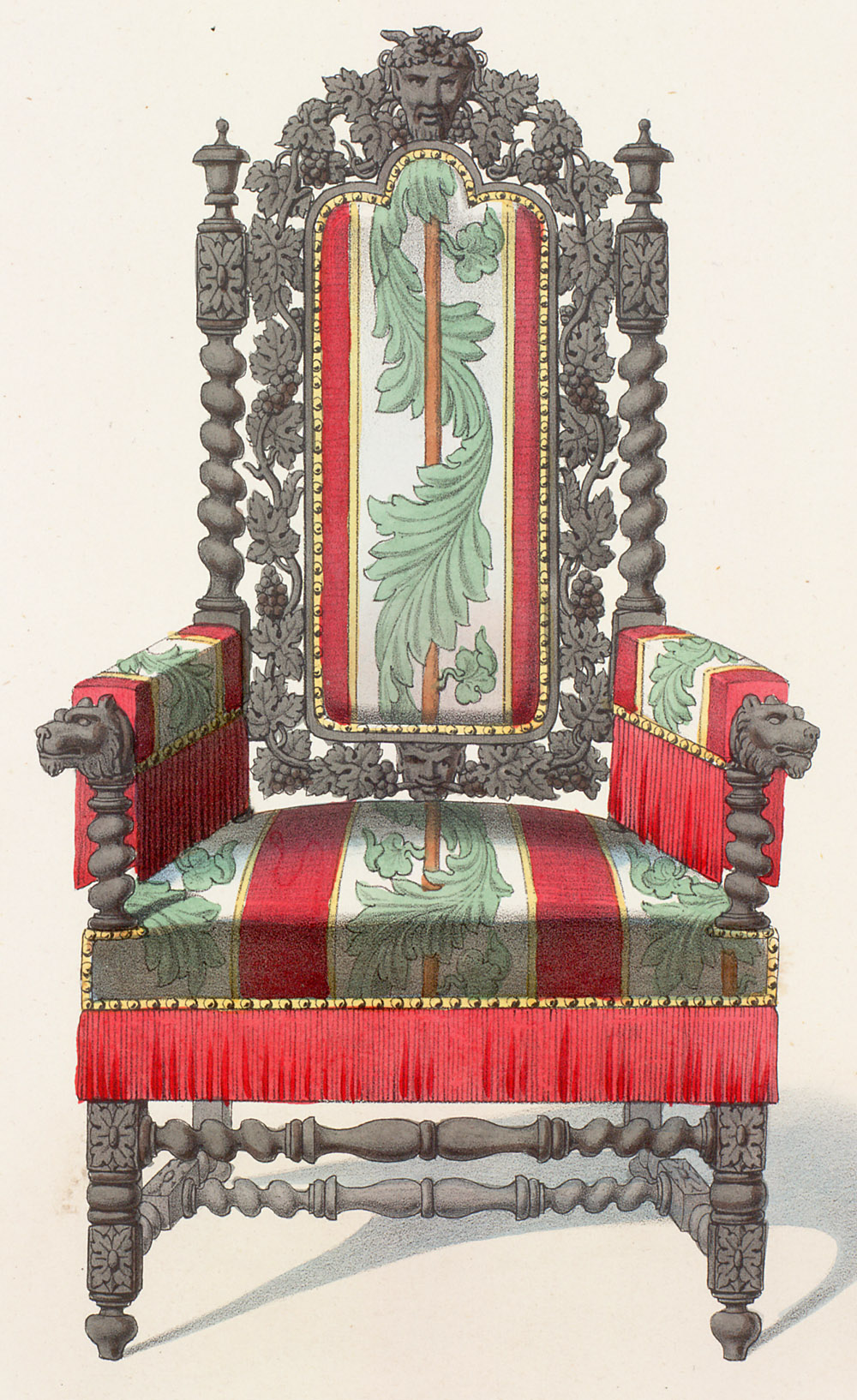
Fauteuil.

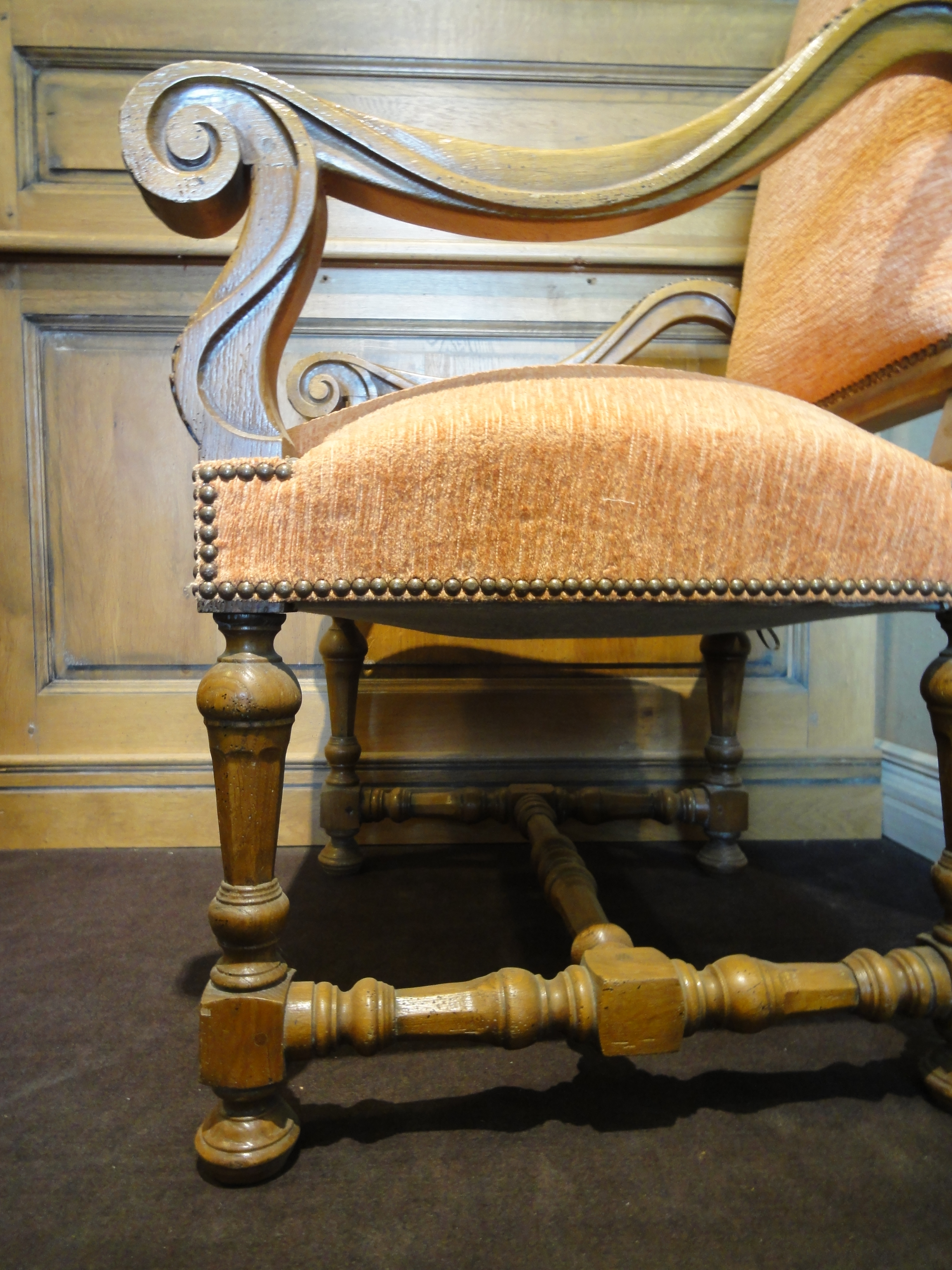
Style Louis XIII.

- Nombreuses influences étrangères (flamandes, italiennes ou espagnoles)
- Lignes droites
- Utilisation de plusieurs types de tournages :
  - Tournage Tors : tournage hélicoïdal
  - Tournage en chapelet : succession de masses ovoïdes
  - Tournage en balustre : forme de poire
  - Tournage en tambours : bossages circulaires
  - Tournage en Salomonique : spirales
- Moulures
  - Tas de sable
  - Pointes de gâteau
  - Pointes de diamant
- Persistance de l'entretoise en H
- Les sièges gardent une traverse de façade qui rappelle les sièges à piètement non ajouré de la Renaissance (sgabello)

### Ornementation
- Guillochis
- Oves
- Socles et corniches
- Rinceaux de feuilles d'acanthe
- Colonnes torses
- Pointes de diamant

## Mobilier

### Meubles courants

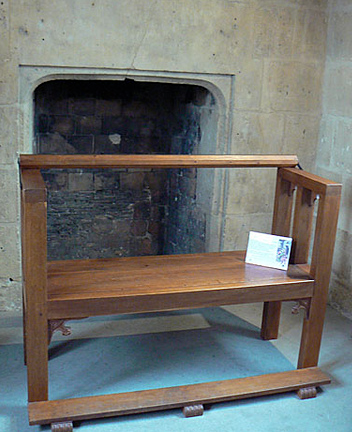
Banc à tournis.

- Fauteuils et chaises à bras : la chaise à bras garde son dossier bas comme à la Renaissance. Le dossier ne dépasse plus la tête de l'occupant et les montants sont légèrement inclinés. Elle devient plus confortable grâce à l'apparition de garniture de jonc (dit rotin) et aussi la naissance des pelotes de crin (qui ne dépasse guère les 3 cm) recouvertes de tissu, de tapisseries ou de cuir, en général de cuir de Cordoue.

Le piètement est généralement en bois tourné, en chapelet ou en colonne spiralée (dite salomonique), le tout renforcé par une entretoise en H. On voit aussi l'apparition de la console et le balustre sur ces piètements.
- Tables bureau
- Tabourets
- Le banc et le coffre restent, avec les tabourets, le mobilier majeur dans la plupart des logis de cette époque. Il est sous forme de simple banc, banc à tournis, d'archebanc, de banc-coffre ou de coffre-bahut souvent recouvert de cuir noir[2].

### Nouveaux meubles
- Armoires: elle apparaît à cette époque et présente un décor en relief très prononcé souvent en pointe de diamant.
- Cabinet : meuble dont toute la façade comporte des tiroirs, comportant parfois un piètement à colonnettes torsadées. Les plus précieux sont plaqués d'ébène. Il sert essentiellement à conserver des objets précieux.

### Matériaux
- Bois indigènes (noyer, hêtre) pour les bâtis et pour les sièges
- Bois exotiques (ébène principalement) pour la décoration

### Techniques et outillage
Technique du placageTechnique qui consiste à recouvrir des bâtis de bois indigènes non précieux par des épaisseurs d'environ 10 à 12 millimètres de bois exotique afin d'y sculpter des bas-reliefs. Apparition de la technique dite d'ébénisterie dans la fabrication du meuble.

## Architecture

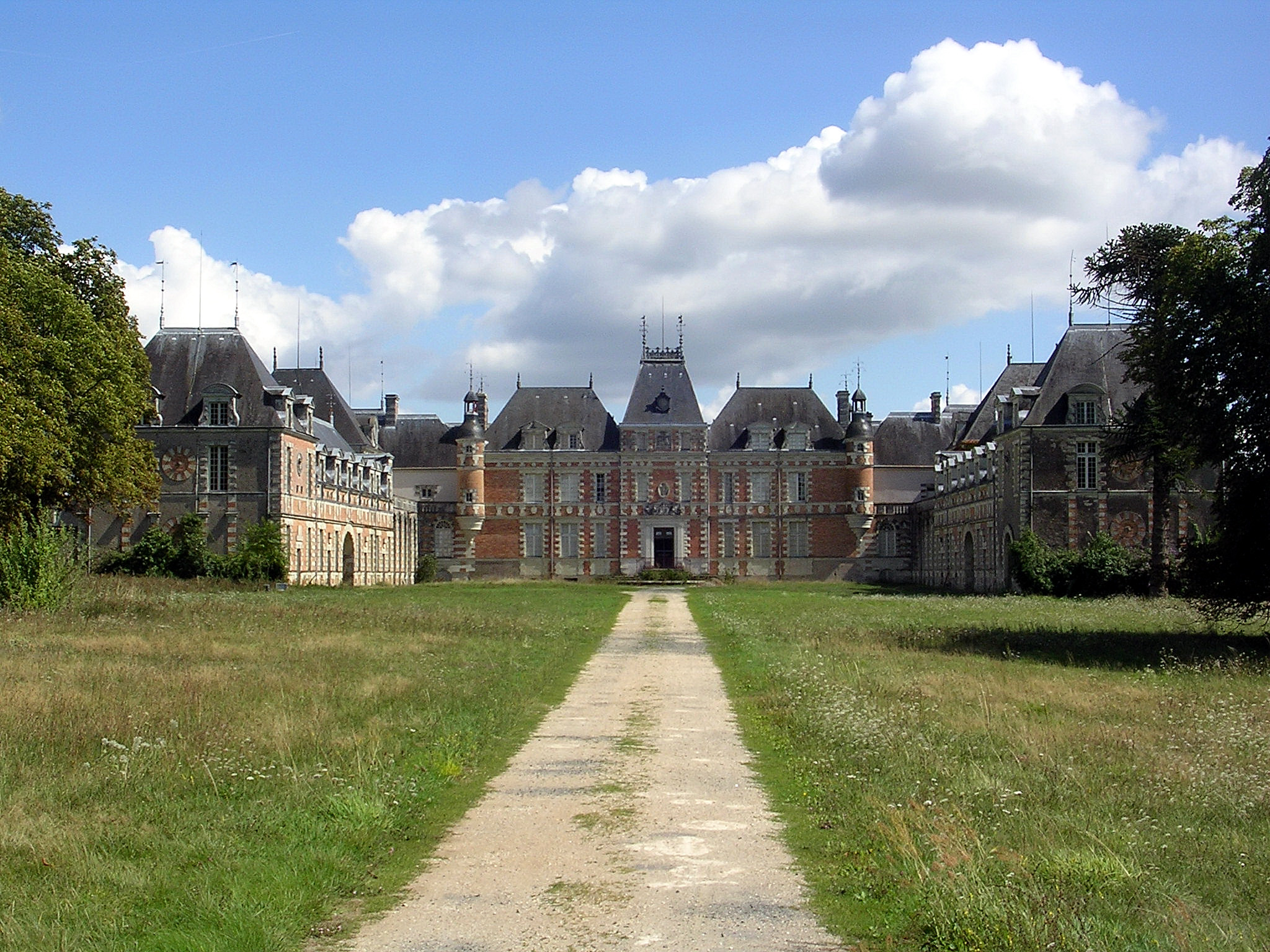
Le château de Clermont (1643-1649), au Cellier (Loire-Atlantique), présente les grandes caractéristiques du style Louis XIII.
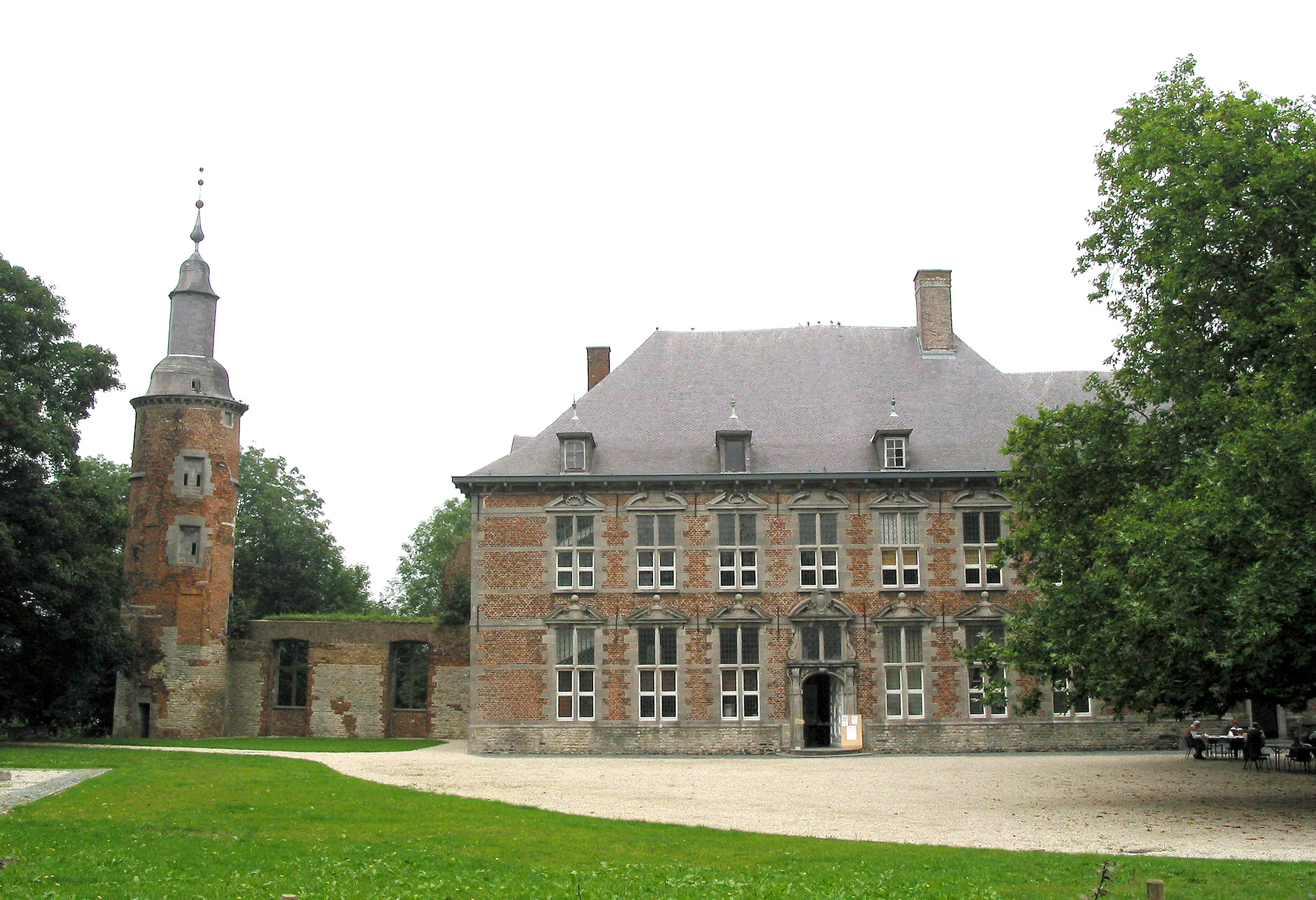
Le corps de logis de style Louis XIII du château de Trazegnies en Belgique.
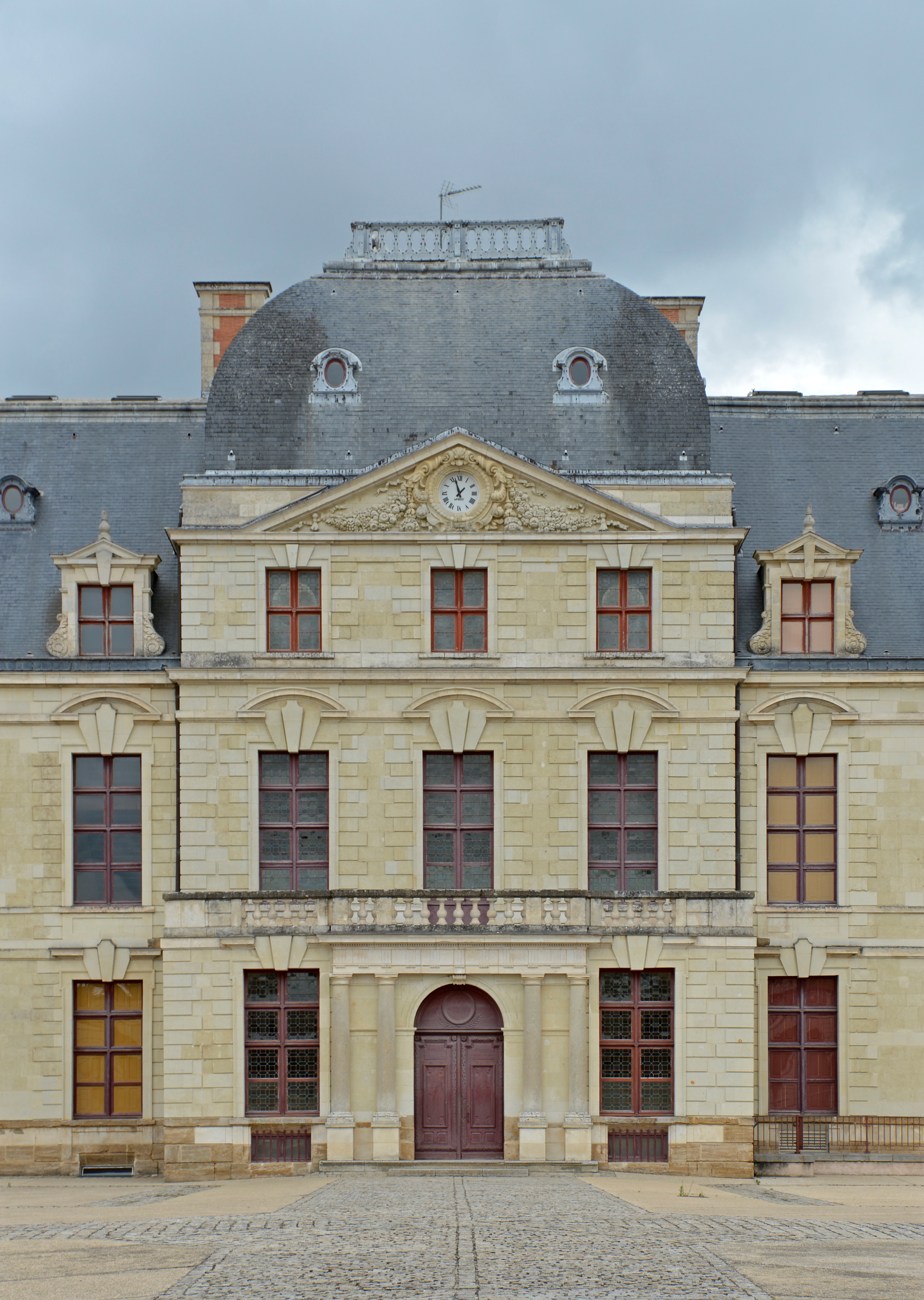
Château des ducs de La Trémoille à Thouars (Deux-Sèvres).
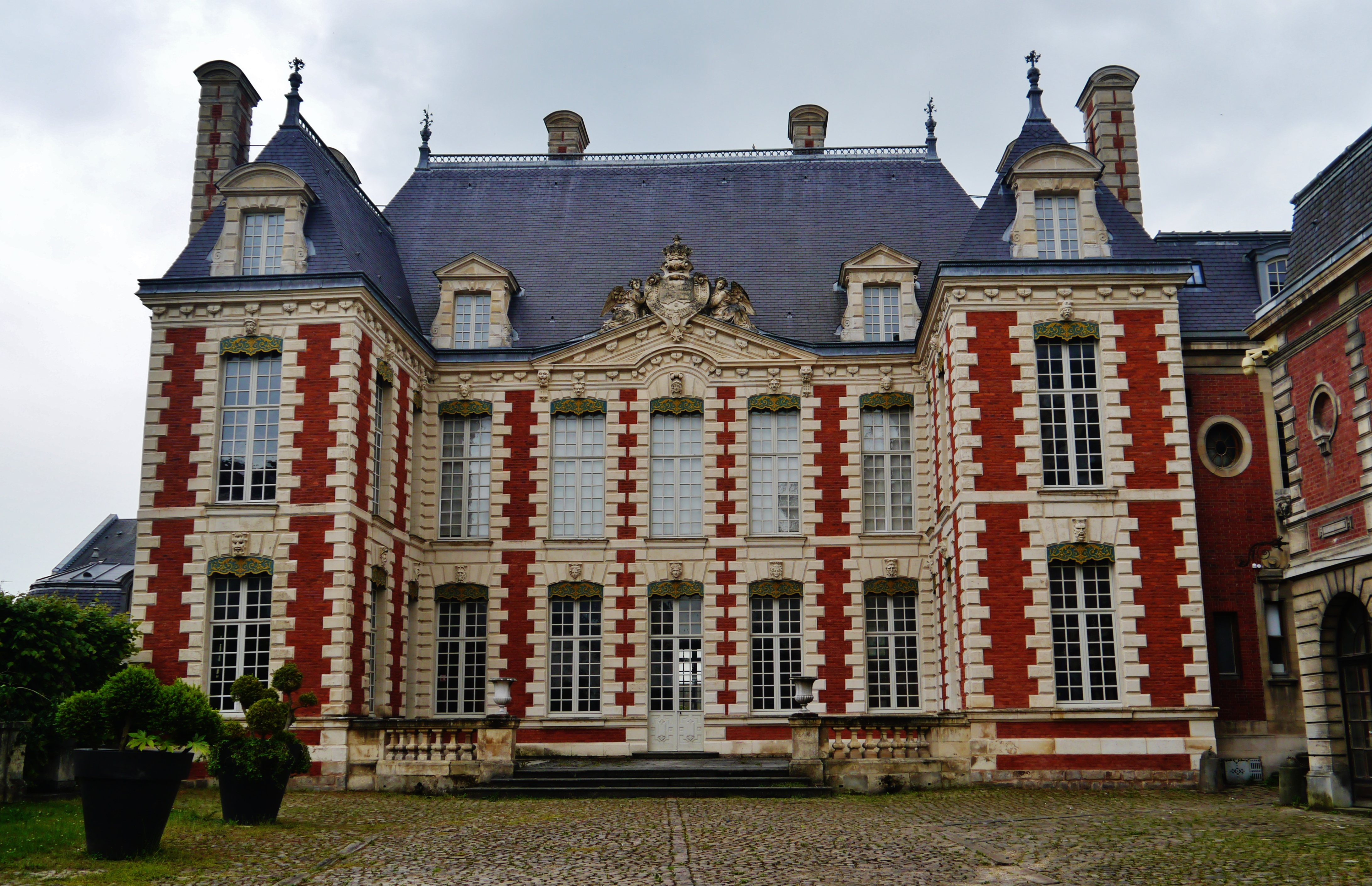
Amiens, ancien hôtel des Trésoriers de France (Musée de l'Hôtel de Berny)

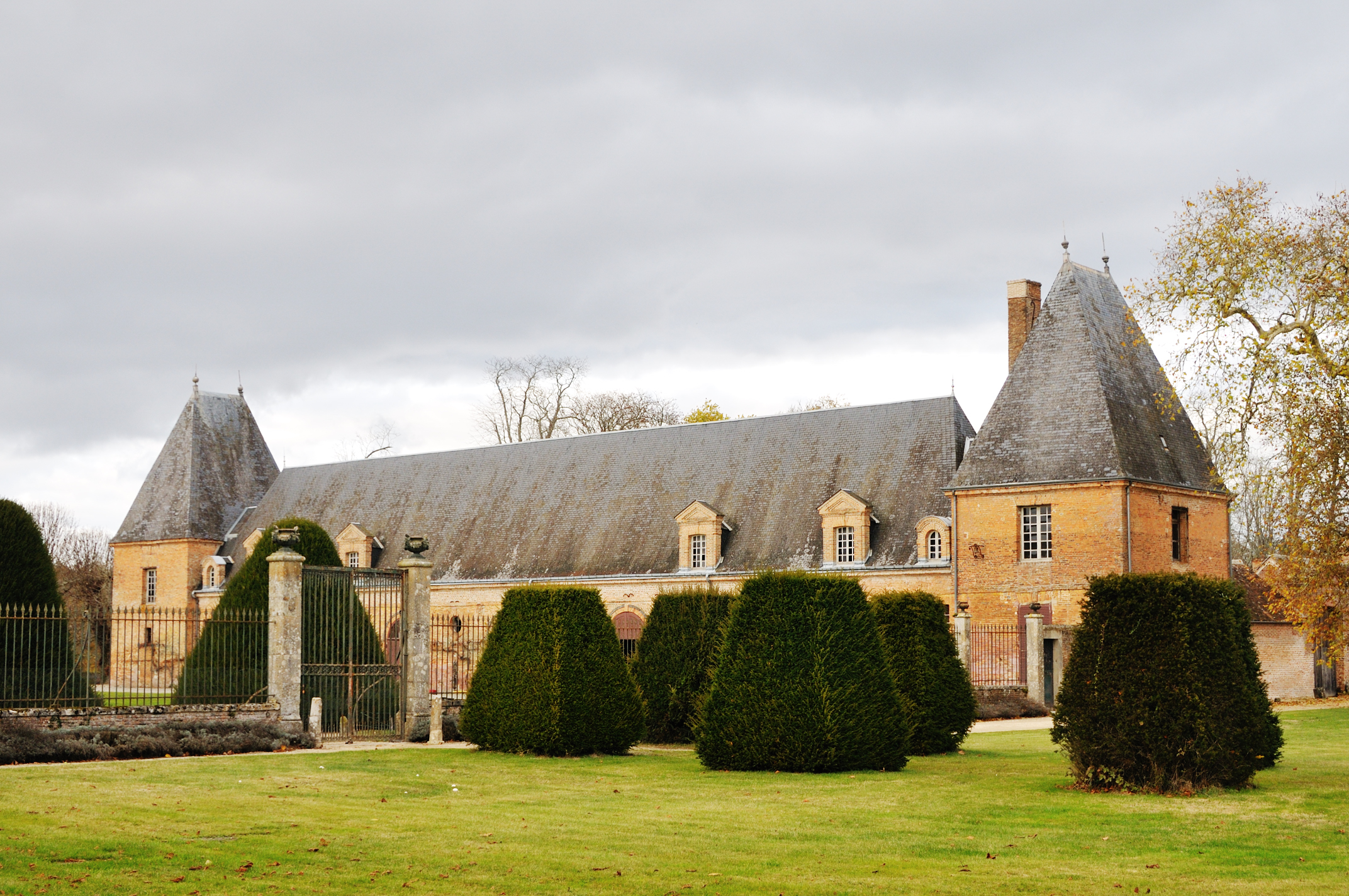
Communs du château de La Ferté-Imbault construits en 1627 par le maréchal d'Estampes.

Le « style Louis XIII » en architecture est un style de transition ; il reste très marqué par les styles des règnes précédents, mais poursuit le mouvement qui mènera au Classicisme du Grand Siècle.
De la « seconde Renaissance », les architectes ont d'abord retenu une formule maniériste, où les volutes, les niches, les toitures pentues à la française, les lucarnes, les jambes de pierre et le contraste des matériaux (pierre, brique, ardoise) animent les bâtiments. La technique évolue également, les fenêtres ornées de grandes clés saillantes et appareillées en bossage s'agrandissent et surtout gagnent en verticalité ; ainsi, les croisées de pierre, caractéristiques des architectures  gothique et Renaissance, sont remplacés par des châssis de menuiserie.
Cependant, ils adoptent également les recherches d'unité et de grandeur que la Renaissance a favorisées en tant que « retour à l'antique ». Ils recherchent la simplicité des lignes ; le répertoire antique (colonnes, frontons courbes) se fait plus monumental, comme au château (détruit) de Richelieu, le roi ne construisant que très peu... sinon le premier Versailles. En effet, le règne de Louis XIII étant caractérisé par d'innombrables guerres financées par les impôts des français, et étant conscient de la peine qu'ils avaient à financer toutes les campagnes militaires, le Roi refusait de leur imposer également le coût des bâtiments car il aimait son peuple et se voyait particulièrement affecté quand ce dernier souffrait.
La place des Vosges à Paris est emblématique de cette double tendance, à la fois charmante et pittoresque, et strictement régulière, presque sans ornementation. Inaugurée par le jeune Louis XIII, elle avait cependant été ordonnée par son père Henri IV.